# Maria-Pia de Savoie (1934)
Pour les articles homonymes, voir Maria-Pia de Savoie (homonymie).
Maria-Pia de Savoie (en italien : Maria Pia Elena Elisabetta Margherita Milena Mafalda Ludovica Tecla Gennara di Savoia), née le 24 septembre 1934 à Naples, est la fille aînée du roi Humbert II d'Italie et de Marie-José de Belgique. Membre de la maison de Savoie, elle est devenue, par ses mariages, successivement princesse de Yougoslavie, puis princesse de Bourbon-Parme.

## Biographie
Maria-Pia de Savoie est le premier enfant du prince et de la princesse de Piémont, née à Naples, en Italie, le 24 septembre 1934. En présence de 100 princes et de 23 évêques, elle est baptisée le 22 décembre 1934 en la chapelle palatine du palais royal de Naples par le cardinal Alessio Ascalesi. Elle est la filleule de Léopold III roi des Belges, son oncle maternel, représenté par Victor-Emmanuel de Savoie-Aoste, comte de Turin, et de la princesse Marie de Savoie, sa tante paternelle,. 
Ses parents, mariés depuis 1930, sont malheureux ensemble, comme sa mère l'avoue dans une interview bien des années plus tard : « On n'a jamais été heureux ». Parents de trois autres enfants : Victor-Emmanuel (1937-2024), Marie-Gabrielle (1940) et Marie-Béatrice (1943), Humbert et son épouse Marie-José se séparent un an après l'abolition de la monarchie italienne par plébiscite le 2 juin 1946. Exilée à partir de 1946, la famille se réunit brièvement au Portugal. Tandis que leur frère rejoint sa mère établie en Suisse dès 1947, Maria-Pia et ses deux sœurs demeurent au Portugal où elles sont élevées par des gouvernantes, des professeurs et des serviteurs, rencontrant leur père lors d'un déjeuner hebdomadaire. En 1952, Maria-Pia s'installe en Suisse auprès de sa mère,.
Maria-Pia vit à Neuilly-sur-Seine, près de Paris, et à Palm Beach, en Floride.

## Mariages et postérité

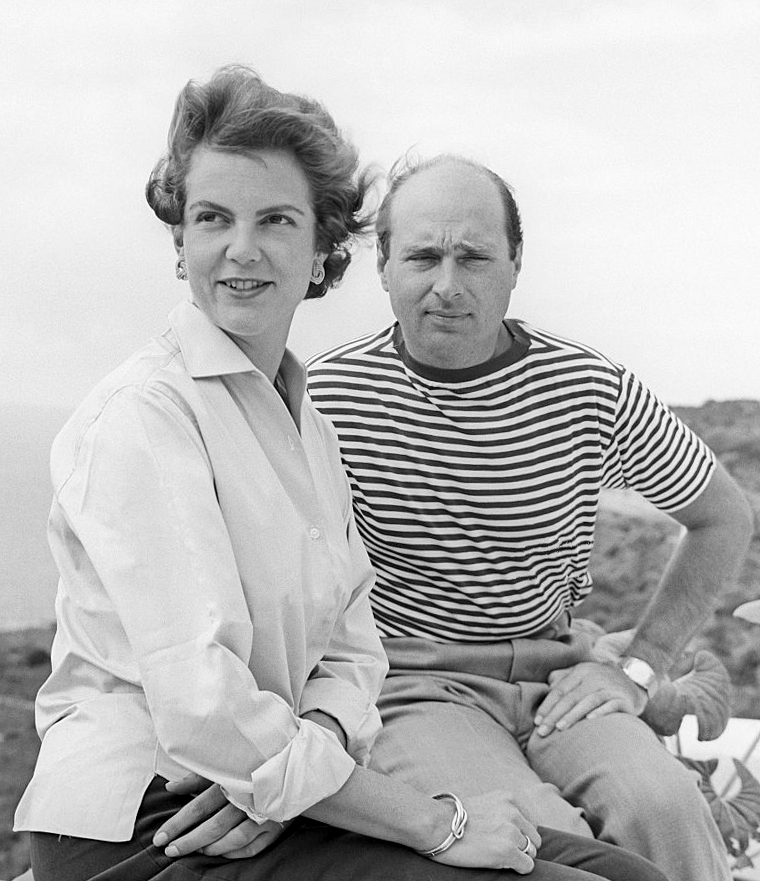
Maria-Pia et son premier mari Alexandre de Yougoslavie en 1958.

Lors de la croisière des rois à bord du yacht Agamemnon, accueillie par la reine Frederika de Grèce le 22 août 1954, elle rencontre, puis épouse le prince Alexandre de Yougoslavie (1924-2016), fils du prince Paul de Yougoslavie et de la princesse Olga de Grèce et de Danemark. Le mariage a lieu le 12 février 1955 à Cascais au Portugal, où le père de Maria-Pia vit en exil.
Trois ans après leur mariage, Maria-Pia donne naissance à des jumeaux. Une autre paire de jumeaux vient au monde cinq ans plus tard :
- Dimitri, prince de Yougoslavie (né le 18 juin 1958 à Boulogne-Billancourt) ;
- Michel, prince de Yougoslavie (né le 18 juin 1958 à Boulogne-Billancourt) ;
- Serge, prince de Yougoslavie (né le 12 mars 1963 à Boulogne-Billancourt), marié en 1985 (divorcé en 1986) avec Sophie de Toledo, et remarié civilement en 2004 avec Eleonora Rajneri dont il est depuis séparé. Il a un enfant avec Christiane Galeotti :
  - Umberto Emmanuel Dimitri Karageorgevitch (né le 3 février 2018 à Monaco) ;
- Hélène, princesse de Yougoslavie (née le 12 mars 1963 à Boulogne-Billancourt), mariée en 1988 (divorcée en 2013) avec Thierry Gaubert, un homme d'affaires parisien, puis remariée en 2018 avec Stanislas Fougeron[9],[N 1], un grand exploitant forestier de la Beauce. Trois enfants sont nés de son premier mariage (Milena, Nastasia et Léopold Gaubert).

Maria-Pia et Alexandre de Yougoslavie divorcent en décembre 1967.
En mai 2003, Maria-Pia épouse à Manalapan, en Floride, le prince Michel de Bourbon-Parme (1926-2018), fils du prince René de Bourbon-Parme et de la princesse Marguerite de Danemark, dont le mariage avec la princesse Yolande de Broglie-Revel avait été annulé. Par son second mariage, Maria-Pia devient une belle-sœur de la reine Anne de Roumanie.

## Titulature
- 1934-1955 : Son Altesse Royale la princesse Maria Pia de Savoie ;
- 1955-1967 : Son Altesse Royale la princesse Maria Pia de Yougoslavie ;
- 1967-2003 : Son Altesse Royale la princesse Maria Pia de Savoie ;
- Depuis 2003 : Son Altesse Royale la princesse Maria Pia de Bourbon-Parme.

## Honneurs
Maria-Pia de Savoie a reçu les ordres suivants :
- Dame grand-croix de l'ordre des Saints-Maurice-et-Lazare ;
- Dame grand-croix d'honneur et de dévotion de l'ordre souverain de Malte ;
- Chevalier de l'ordre des Arts et des Lettres (12 novembre 2003).

## Ascendance
|  |                                       |  |  |  |  |  |  |  |  |  |  |  |  |
|  | 8. Humbert Ier                        |  |  |  |  |  |  |  |  |  |  |  |  |
|  |                                       |  |  |  |  |  |  |  |  |  |  |  |  |
|  |                                       |  |  |  |  |  |  |  |  |  |  |  |  |
|  | 4. Victor-Emmanuel III                |  |  |  |  |  |  |  |  |  |  |  |  |
|  |                                       |  |  |  |  |  |  |  |  |  |  |  |  |
|  |                                       |  |  |  |  |  |  |  |  |  |  |  |  |
|  | 9. Marguerite de Savoie               |  |  |  |  |  |  |  |  |  |  |  |  |
|  |                                       |  |  |  |  |  |  |  |  |  |  |  |  |
|  |                                       |  |  |  |  |  |  |  |  |  |  |  |  |
|  | 2. Humbert II d'Italie                |  |  |  |  |  |  |  |  |  |  |  |  |
|  |                                       |  |  |  |  |  |  |  |  |  |  |  |  |
|  |                                       |  |  |  |  |  |  |  |  |  |  |  |  |
|  | 10. Nicolas Ier de Monténégro         |  |  |  |  |  |  |  |  |  |  |  |  |
|  |                                       |  |  |  |  |  |  |  |  |  |  |  |  |
|  |                                       |  |  |  |  |  |  |  |  |  |  |  |  |
|  | 5. Hélène de Monténégro               |  |  |  |  |  |  |  |  |  |  |  |  |
|  |                                       |  |  |  |  |  |  |  |  |  |  |  |  |
|  |                                       |  |  |  |  |  |  |  |  |  |  |  |  |
|  | 11. Milena Vukotić                    |  |  |  |  |  |  |  |  |  |  |  |  |
|  |                                       |  |  |  |  |  |  |  |  |  |  |  |  |
|  |                                       |  |  |  |  |  |  |  |  |  |  |  |  |
|  | 1. Maria-Pia de Savoie                |  |  |  |  |  |  |  |  |  |  |  |  |
|  |                                       |  |  |  |  |  |  |  |  |  |  |  |  |
|  |                                       |  |  |  |  |  |  |  |  |  |  |  |  |
|  | 12. Philippe de Belgique              |  |  |  |  |  |  |  |  |  |  |  |  |
|  |                                       |  |  |  |  |  |  |  |  |  |  |  |  |
|  |                                       |  |  |  |  |  |  |  |  |  |  |  |  |
|  | 6. Albert Ier de Belgique             |  |  |  |  |  |  |  |  |  |  |  |  |
|  |                                       |  |  |  |  |  |  |  |  |  |  |  |  |
|  |                                       |  |  |  |  |  |  |  |  |  |  |  |  |
|  | 13. Marie de Hohenzollern-Sigmaringen |  |  |  |  |  |  |  |  |  |  |  |  |
|  |                                       |  |  |  |  |  |  |  |  |  |  |  |  |
|  |                                       |  |  |  |  |  |  |  |  |  |  |  |  |
|  | 3. Marie-José de Belgique             |  |  |  |  |  |  |  |  |  |  |  |  |
|  |                                       |  |  |  |  |  |  |  |  |  |  |  |  |
|  |                                       |  |  |  |  |  |  |  |  |  |  |  |  |
|  | 14. Charles-Théodore en Bavière       |  |  |  |  |  |  |  |  |  |  |  |  |
|  |                                       |  |  |  |  |  |  |  |  |  |  |  |  |
|  |                                       |  |  |  |  |  |  |  |  |  |  |  |  |
|  | 7. Élisabeth en Bavière (1876-1965)   |  |  |  |  |  |  |  |  |  |  |  |  |
|  |                                       |  |  |  |  |  |  |  |  |  |  |  |  |
|  |                                       |  |  |  |  |  |  |  |  |  |  |  |  |
|  | 15. Marie-Josèphe de Portugal         |  |  |  |  |  |  |  |  |  |  |  |  |
|  |                                       |  |  |  |  |  |  |  |  |  |  |  |  |
|  |                                       |  |  |  |  |  |  |  |  |  |  |  |  |